# FVZA : Federal Vampire and Zombie Agency

FVZA : Federal Vampire and Zombie Agency est une mini-série de comics en trois numéros, écrite par David Hine, crayonnée par Roy Allan Martinez et peinte par Kinsun Loh. Elle est publiée par Radical Comics et traduite en France par les éditions Soleil dans la collection « Soleil US Comics ». Les couvertures sont l’œuvre de John Bolton et Clint Langley.

## Historique de la publication
Apparue à l’origine sur le site fvza.org conçu par Richard S. Dargan, la Federal Vampire and Zombie Agency (F.V.Z.A.) est une organisation américaine fictive, créée en 1868 pour exterminer les personnes infectées par des virus de la rage qui ont muté. L’effet de ces virus sur les victimes est une dérive progressive de leur esprit jusqu’à la déshumanisation, et le développement d’un appétit pour le sang ou la chair humaine ; dans les faits elles sont transformées en vampires et zombis. L’agence a été dissoute après l’élimination supposée du virus aux États-Unis en 1975. Cependant, beaucoup d’anciens membres attendent le moment où ils pourront répondre à l’appel du devoir si la menace resurgit.
Le folklore moderne développé sur le site a inspiré la création des comics FVZA: The Federal Vampire and Zombie Agency, dont le premier numéro paraît en octobre 2009.

## Synopsis
Depuis qu’un vaccin contre le fléau a été découvert, la Federal Vampire and Zombie Agency créée à l’initiative du Président Ulysses Grant au lendemain de la guerre de Sécession est restée inactive. Le professeur Hugo Pecos, qui combat les morts-vivants depuis que sa femme est devenue vampire, reste pourtant persuadé que ceux-ci peuvent réapparaître. Pour parer à cette éventualité, ses petits-enfants Landra et Vidal ont suivi un entraînement paramilitaire et disposent d’un armement de pointe. Lors d’une mission dans une petite ville, Landra Pecos découvre l’émergence d’une nouvelle population de zombis. Peu à peu, la vérité se fait jour : de très anciens vampires se servent du virus et de son inhibiteur comme d’une arme biologique pour asservir des humains.

## Personnages principaux
- le professeur Hugo Pecos
- Landra  Pecos : petite-fille du professeur. Ses parents sont morts quand elle était enfant et elle a été recueillie par son grand-père. Combattante accomplie, elle a consacré sa jeunesse à l’apprentissage du métier des armes au détriment de sa vie sentimentale.
- Vidal Pecos : petit-fils du professeur et frère de Landra. Il a été élevé avec elle et lui est très attaché. Lui aussi guerrier expérimenté, il la couvre pendant les missions communes.
- Nephilis : maître vampire, âgé de trois cents ans.
- Yaelis : épouse du professeur, contaminée par le virus des vampires.

## Albums
- tome 1 (mai 2010)
- tome 2 (août 2010)
- tome 3 (octobre 2010)

## Éditeurs
- Radical Comics : version originale
- Soleil (collection « Soleil US Comics ») : tomes 1 à 3 (première édition des tomes 1 à 3)